# Belgia na Letnich Igrzyskach Olimpijskich 1992
Belgię na Letnich Igrzyskach Olimpijskich 1992 reprezentowało 68 zawodników.

## Zdobyte medale
| Medal  | Zawodnik         | Dyscyplina  | Konkurencja          |
| ------ | ---------------- | ----------- | -------------------- |
| Srebro | Annelies Bredael | Wioślarstwo | Jedynki              |
| Brąz   | Cédric Mathy     | Kolarstwo   | Wyścig na punkty     |
| Brąz   | Heidi Rakels     | Judo        | Waga średnia (66 kg) |